# ملانی چاندرا
ملانی چاندرا (به انگلیسی: Melanie Chandra) با نام تولد ملانی کانوکادا (به انگلیسی: Melanie Kannokada) (زاده ۲۸ فوریهٔ ۱۹۸۶) بازیگر آمریکایی با اصالت هندی است.
از کارهای معروف او می‌توان به بازی در فیلم د برای دزدی اشاره کرد.